# Banschaft Donau

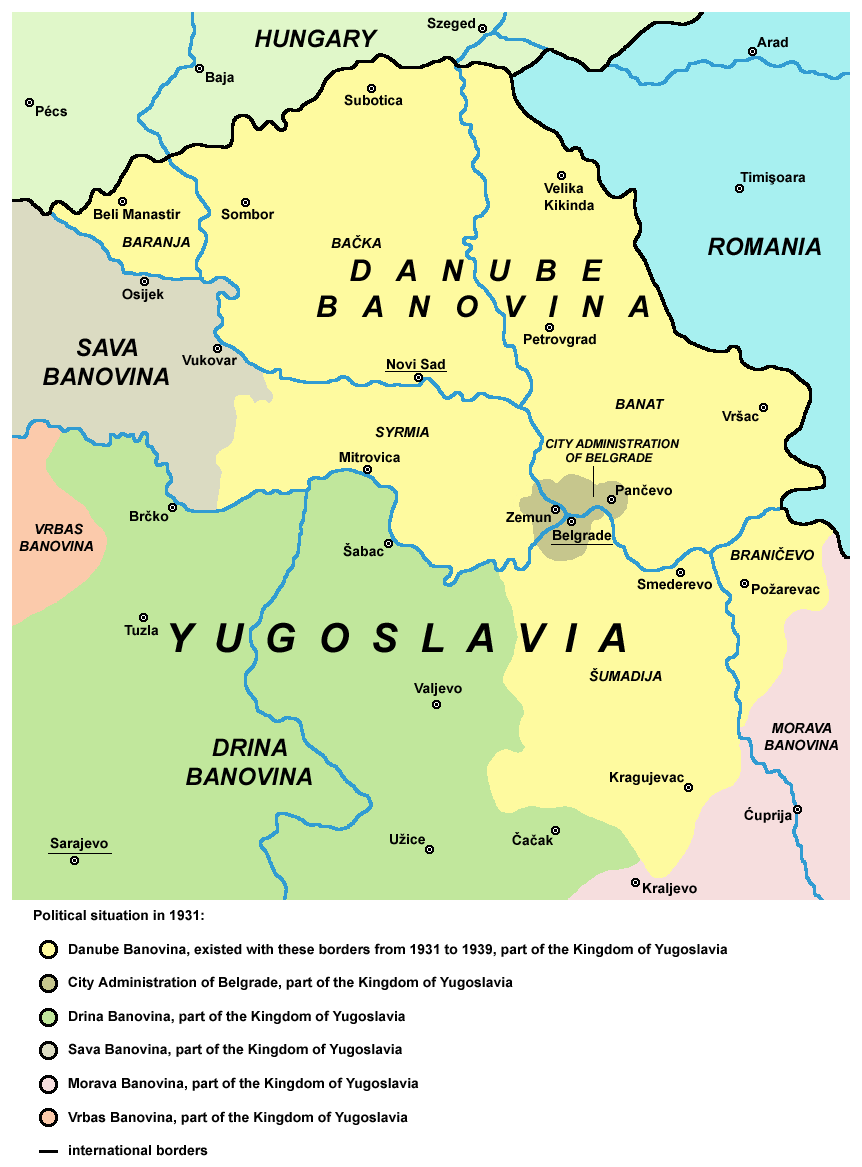
Die Banschaft Donau

Die Donau-Banschaft (serbokroat. Dunavska banovina, kyrill. Дунавска бановина) war eine der neun Banschaften des Königreichs Jugoslawien, welche am 3. Oktober 1929 gebildet wurden. Die Hauptstadt war Novi Sad. Die Banschaft umfasste die heutige Vojvodina, den zentralen Teil der Šumadija, sowie die Baranja im heutigen Kroatien. Ihren Namen bekam die Banschaft nach der Donau.
Das Gebiet der Banschaft Donau betrug etwa 31.479 km². Die wichtigsten Städte waren Novi Sad, Kragujevac, Subotica, Zrenjanin (damals Petrovgrad nach Peter I.), Požarevac, Smederevo, Sombor, Kikinda u. a. Inmitten der Banschaft befand sich die jugoslawische Hauptstadt Belgrad, die als eigenständige Präfektur gegliedert war und nicht zur Banschaft gehörte. 

## Bevölkerung
Nach der Volkszählung von 1931 hatte die Banschaft Donau eine Bevölkerung von 2,387.295 Menschen. Jugoslawen orthodoxen Glaubens bildeten 54,9 % der Bevölkerung, Jugoslawen römisch-katholischen Glaubens 35,3 % und Jugoslawen protestantischen Glaubens 7,9 %.
Gemäß ihrer Muttersprache (im Kgr. Jugoslawien wurden Volkszählungen nicht nach Nationalitäten geführt, sondern nach der Sprache; es wurden Serben, Kroaten und Bosniaken in die serbokroatische Sprache zusammengefasst) machten Jugoslawen mit serbokroatischer Muttersprache, also Serben und Kroaten, 56,9 %, Ungarn 18,2 % und Deutsche 16,3 % der Bevölkerung aus. Der Rest verteilte sich auf Slowaken, Rumänen, Ruthenen, Roma und andere.

## Wirtschaft
Die Banschaft Donau galt als die wichtigste Banschaft des Königreichs Jugoslawien. Sie umfasste mit der Vojvodina nicht nur die „Kornkammer“ Jugoslawiens, sondern auch die zentralen Gebiete des nördlichen Zentralserbiens mit wichtigen Erz- und Waffenschmieden. So etwa befanden sich vier der fünf Flugzeugindustrien des Königreichs Jugoslawien wie Ikarus oder Rogožarski, oder die einzige Automobilindustrie, das spätere Zastava, in der Banschaft Donau. 

## Geschichte
Die Banschaft Donau entstand 1929 mit der Reorganisation des jugoslawischen Staates vom Königreich der Serben, Kroaten und Slowenen in das Königreich Jugoslawien unter Alexander I. Ursprünglich war gedacht, die Banschaft Donau in dem Gebiet der heutigen Vojvodina und der Baranja zu bilden. Da jedoch in diesem Gebiet die Serben zwar mit knapp 40 % die größte Volksgruppe bildeten (nach der Volkszählung 1923 ca. 32 %, nach der von 1931 ca. 38 %), aber nicht die absolute Bevölkerungsmehrheit besaßen, wurde die Banschaft Donau auf die Šumadija ausgedehnt, womit sich ein serbischer Bevölkerungsanteil von ca. 50 % ergab.
Die Bevölkerungsvielfalt in der Banschaft förderte einerseits einen regen kulturellen Austausch; andererseits war sie ebenso das Ziel verschiedener nationalistischer Kräfte, so der Revisionsforderungen der Ungarn, Ansprüche nationalistischer Kroaten auf Syrmien und die Bačka (bei Syrmien wurde die Zugehörigkeit zum Kgr. Kroatien-Slawonien bis 1918 argumentiert, bei der Bačka wiederum mit dem römisch-katholischen Glauben), nationalistischer Rumänen auf das Banat (als Teil eines Großrumäniens), wie auch nationalistischer Serben (die die hegemoniale Stellung der Serben zu verteidigten suchten). Mit dem Erstarken des Hitler-Regimes wuchs auch der NS-Einfluss unter den Banaterdeutschen.
Mit der Gründung der kroatischen Banschaft 1939 fielen kleinere Gebiete mit Šid und Ilok im Westen an die neue Banschaft. Nach dem Angriff des Hitler-Regimes auf das Königreich Jugoslawien und der Kapitulation Jugoslawiens 1941 wurde die Banschaft Donau aufgelöst. Syrmien wurde dem Ustascha-Staat und die Bačka mit Novi Sad dem Ungarn Horthy's zugeschlagen. Der südliche, d. h. zentralserbische Teil kam an das Protektorat Serbien. Der Banat kam nominell zu Serbien, verblieb aber unter direkter Verwaltung des Hitler-Regimes. Nach dem Krieg wurde im kommunistischen Jugoslawien die Volksrepublik Serbien mit der autonomen Provinz Vojvodina gegründet und als föderale Teilrepublik gebildet, die Banschaft Donau wurde nicht erneuert.